# Lucius Petronius Taurus Volusianus
Lucius Petronius Taurus Volusianus war ein römischer Militär und Politiker unter Kaiser Gallienus.
Volusianus' Karriere ist in einer Ehreninschrift aus der Stadt Arezzo überliefert; sie zeigt einen bemerkenswerten Aufstieg vom Ritter- in den Senatorenstand.
Volusianus war Sohn eines Lucius (Petronius) und gehörte der Tribus Sabatina an. Seine Karriere begann im Ritterstand, wie sein Titel als Centurio mit equus publicus („vom Staat gekauftes Pferd“) und seine Mitgliedschaft in den fünf Dekurien von Laurentum Lavinium zeigen. Als primus pilus der Legio XXX Ulpia Victrix, vermutlich in den 240er Jahren, war er der höchstrangige Centurio einer Legion. Er diente als Kommandeur der equites singulares Augustorum, der berittenen kaiserlichen Leibgarde, und als Legionstribun der Legio X Gemina und Legio XIIII Gemina in Oberpannonien sowie der Legionen in Dakien.
In Rom übernahm er Tribunatsämter in mehreren Einheiten: der dritten Kohorte der Vigiles (Feuerwehr), der elften Stadtkohorte und der ersten sowie vierten Prätorianerkohorte. Seine Ernennung zum protector Augustorum zeigt seine enge Verbindung zum Kaiserhaus.
Um 260 wurde Volusianus Prätorianerpräfekt. Im Jahr 261 war er gemeinsam mit Kaiser Gallienus ordentlicher Konsul. Von 267 bis 268 diente er als Stadtpräfekt von Rom (nicht auf der Inschrift).